# Сафранский, Рюдигер
Рюдигер Сафранский (нем. Rüdiger Safranski; род. 1 января 1945, Ротвайль) — немецкий философ, историк философии.

## Биография
Учился во Франкфурте у Теодора Адорно, затем в Берлине. Состоял в маоистской Коммунистической партии Германии (KPD-AO). В 1972—1977 преподавал в Свободном университете Берлина, позднее занимался журналистикой. С 1987 — свободный литератор.

## Труды
Автор работ о немецких романтиках, Гёте, Шиллере, Гофмане, Шопенгауэре, Ницше, Хайдеггере. С 2002 ведет вместе с Петером Слотердайком телевизионную передачу Философский квартет.

## Признание
Лауреат многих премий, среди которых — премия Эрнста Роберта Курциуса за эссеистику (1998), международная премия Фридриха Ницше (2003), премия Гёльдерлина (2006), Орден «За заслуги перед Федеративной Республикой Германия» (2009), Художественная премия Верхней Швабии (2011).

## Публикации на русском языке
- Хайдеггер: Германский мастер и его время. М.: Молодая гвардия, 2005
- Сафрански Р. Гофман / Пер. с нем., Вступ. статья В. Д. Балакина. — М.: Молодая гвардия, 2005. — 383 с. — (Жизнь замечат. людей: Сер. биогр.; Вып. 946). — 5000 экз. — ISBN 5-235-02813-9.
- Шиллер, или Открытие немецкого идеализма. — М.: Текст, 2007
- Шопенгауэр и бурные годы философии. Роузбад Интерэктив, 2014
- Ницше: Биография его мысли. / пер. с нем. И. Эбаноидзе. — М.: Издательский дом «Дело» РАНХиГС, 2016. ISBN 978-7749-1092-2
- Гёте: Жизнь как произведение искусства. / пер. с нем. К. Тимофеевой. — М.: Издательский дом «Дело» РАНХиГС, 2018. ISBN 978-5-7749-1371-8
- Кафка. Пишущий ради жизни. М.: Издательский проект «Лёд», 2025. Перевод с немецкого С. О. Мухамеджанова. ISBN 978-5-17-168046-6